# Blagg (cráter)

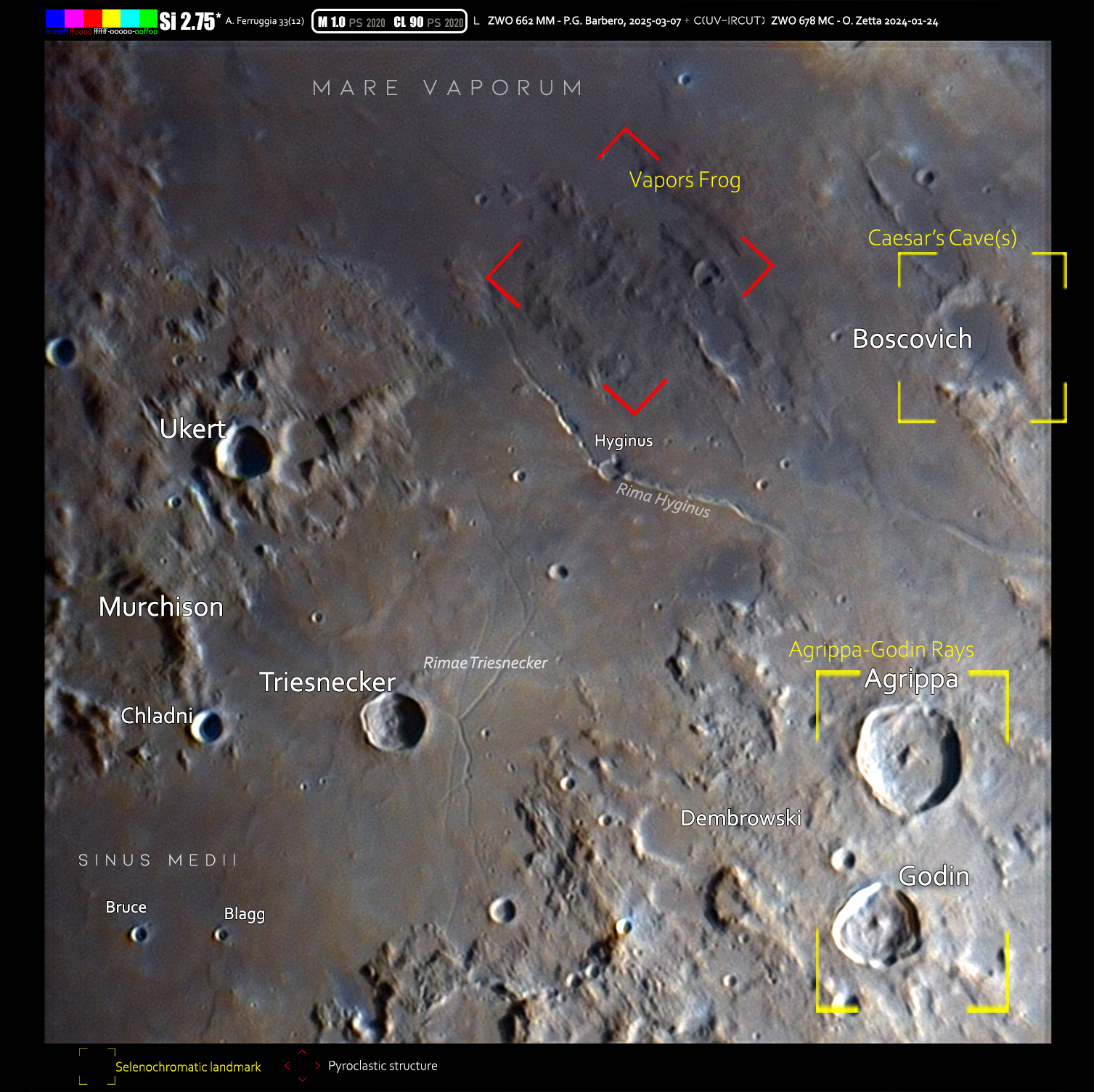
El cráter (izquierda) en formato selenocromático

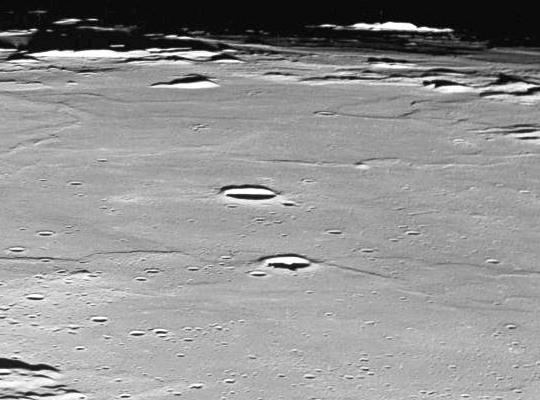
Vista oblicua desde el oeste (Fotografía de la misión Apolo 10)

Blagg es un pequeño cráter de impacto lunar situado en el Sinus Medii. Al este-sureste se halla el cráter Rhaeticus, de perfil irregular, y al noreste se encuentra Triesnecker. El cráter Bruce, un poco más grande, se localiza al este.
Es un cráter circular, sin erosión apreciable.